# Parrya alba
Parrya alba là một loài thực vật có hoa trong họ Cải. Loài này được E. Nikit. mô tả khoa học đầu tiên.